# Рівнини України

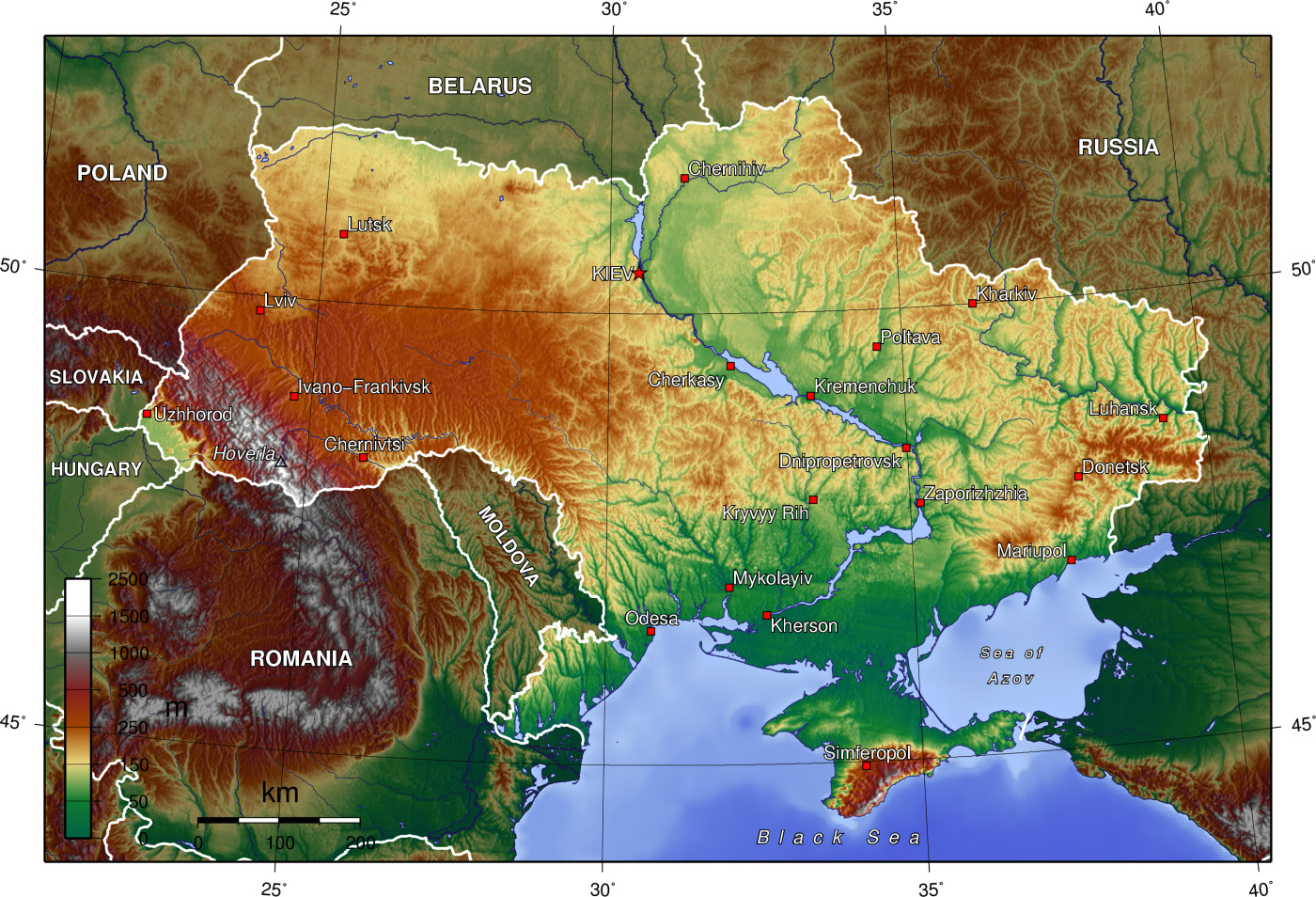
Фізико-географічна карта України

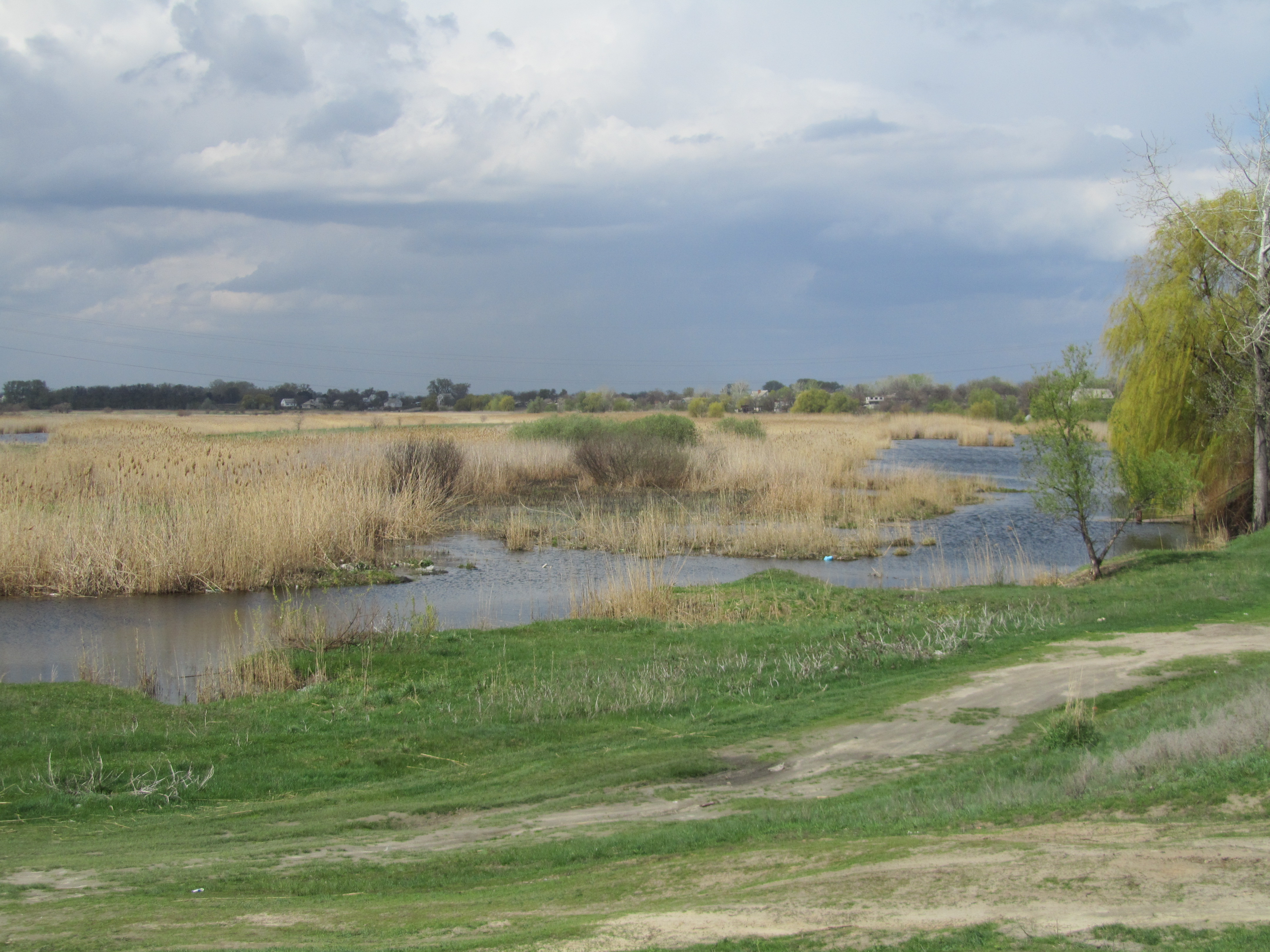
Придніпровська рівнина, Полтавська область

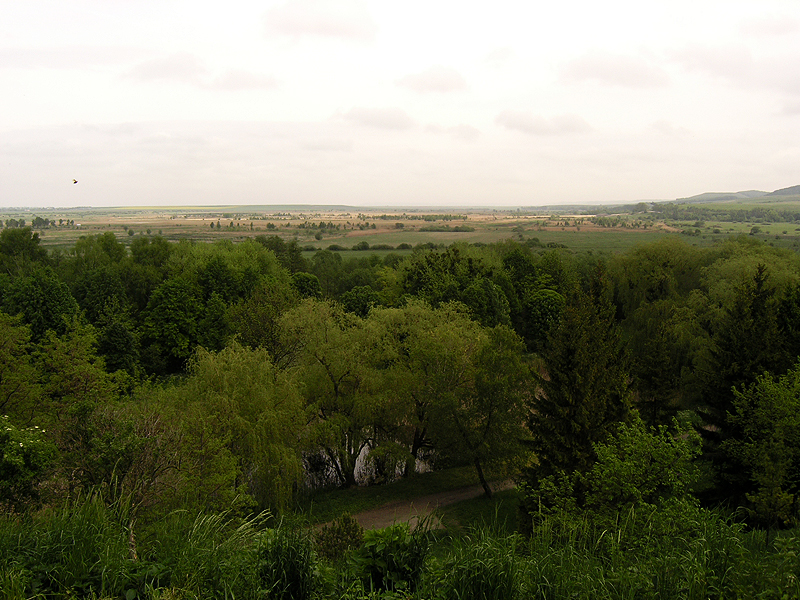
Бродівська рівнина, Львівська область

Рівнини Украї́ни представлені двома видами: низовинні рівнини (власне низовини) з абсолютними висотами 0—200 м. (Поліська, Придніпровська, Причорноморська, Приазовська) і підвищені рівнини (височини) з висотами понад 200 м.
Поверхня рівнин у платформеній частині України горизонтальна, у передгірних частинах — нахилена (Верхньодністровська улоговина), у міжгірних улоговинах — увігнута (Верхньотисинська улоговина).
Відповідно до морфології поверхні розрізняють рівнини плоскі, ступінчасті (у тому числі терасовані, наприклад Придніпровська рівнина), хвилясті, горбисті, пасмові тощо. Виділяють також денудаційні рівнини й акумулятивні рівнини (річкові, дельтові, морські, льодовикові, водно-льодовикові та складного генезу).